# Xixiasaurus henanensis
Xixiasaurus henanensis es la única especie conocida del género extinto Xixiasaurus es un género de dinosaurio terópodo trodóntido que vivió a finales del período, hace aproximadamente 86 millones de años durante el Santoniense en lo que es hoy Asia. El único espécimen conocido fue descubierto en el condado de Xixia, provincia de Henan, en el centro de China, y se convirtió en el holotipo del nuevo género y especie en 2010. Los nombres se refieren a las áreas de descubrimiento y se pueden traducir como "lagarto Henan Xixia". El espécimen consta de un cráneo casi completo, xcepto la parte posterior, parte de la mandíbula inferior y dientes, así como una parte de la extremidad anterior derecha.
Se estima que Xixiasaurus medía 1,5 metros de largo y pesaba 8 kilogramos. Como troodóntido, habría sido parecido a un pájaro y de complexión ligera, con manos prensiles y una garra agrandada en forma de hoz en el segundo dedo del pie. Su cráneo era largo, con un hocico largo y bajo que formaba una forma de U afilada cuando se veía desde abajo. El hueso frontal de la frente tenía forma de cúpula en una vista lateral, lo que indica que tenía una caja craneana agrandada . Se diferenciaba de otros troodóntidos en que la parte frontal del hueso dentario de la mandíbula inferior estaba hacia abajo. A diferencia de la mayoría de los troodóntidos, los dientes de Xixiasaurus no tenían estrías, en cambio, sus carenas, bordes delantero y trasero, eran suaves y afilados. Se diferenciaba entre los troodóntidos por tener 22 dientes en cada maxilar, en otros géneros, el número de dientes maxilares era mayor o menor.
Las relaciones precisas de Xixiasaurus con otros trodóntidos son inciertas, pero tenía algunas similitudes con Byronosaurus. Aunque alguna vez se pensó que los troodóntidos con dientes no aserrados formaban un clado, se ha cuestionado la importancia taxonómica de esta característica. Los troodóntidos tenían cerebros grandes, sentidos agudos y probablemente eran ágiles. Ha habido debate sobre su dieta, con algunos investigadores argumentando que eran carnívoros y otros que eran omnívoros o herbívoros . La falta de dientes aserrados en Xixiasaurus y algunos otros trodóntidos indica que estos eran herbívoros, ya que habían perdido la capacidad de cortar la carne. Xixiasaurio se conoce de la Formación Majiacun, cuya edad exacta es incierta. Estas rocas sedimentarias fueron depositadas por arroyos trenzados y arroyos serpenteantes , y se caracterizan por contener abundantes huevos de dinosaurio.

## Descripción

Tamaño comparado con un humano.

Se estima que Xixiasaurus medía alrededor de 1,5 metros de largo y pesaba alrededor de 8 kilogramos. Dado que los huesos nasales del espécimen holotipo no estaban fusionados, es posible que no haya sido un individuo maduro. Como un maniraptorano troodontido, habría sido parecido a un pájaro, de constitución ligera, con manos capaces de agarrar y una garra agrandada en forma de hoz en el segundo dedo hiperextensible. Los fósiles de otros troodóntidos, como Jianianhualong , muestran que los miembros del grupo estaban cubiertos de plumas penáceas, con plumas largas en los brazos y las piernas, y plumas en forma de fronda en la cola, similar al avialano Archaeopteryx.
El cráneo de Xixiasaurus era largo, similar al de Byronosaurus en general, y el hocico era claramente largo y bajo. Los premaxilares no estaban fusionados entre sí y tenían unos pequeños hoyos en las superficies laterales. Cuando se ve desde abajo, el margen frontal de la mandíbula superior tenía una forma de U afilada, distinta de la forma de otros troodóntidos. La forma de U se estrechaba menos en Byronosaurus y era muy alargada en Sinornithoides , por ejemplo. Vistos desde arriba, los procesos nasales que se extendían hacia atrás desde los premaxilares estaban encajados entre los procesos premaxilares de los huesos nasales, que se extendían hacia adelante. El proceso nasal de la premaxila terminó en el nivel del margen posterior de la abertura nasal externa, la fosa nasal ósea, y era cuadrangular en sección transversal en lugar de triangular, como en Byronosaurus. El proceso nasal del premaxilar formaba la esquina trasera superior de la abertura nasal, y Xixiasaurus se distinguía por tener una abertura en la superficie lateral en la base del proceso nasal. La sutura entre el premaxilar y el maxilar se curva hacia arriba desde la parte frontal del hocico y se endereza debajo de la abertura nasal cuando se ve de lado. El proceso maxilar del premaxilar se estrecha hacia atrás y encaja entre un pequeño proceso del maxilar extendido hacia adelante y la parte principal de ese hueso. Se evitó que el maxilar fuera parte del margen de la apertura nasal por el proceso maxilar. El proceso maxilar del premaxilar se extendía hacia atrás al mismo nivel que el proceso nasal. Debido a que no estaban fusionados, los premaxilares tenían una fisura a lo largo de su línea media inferior. Había dos pequeñas aberturas, conectadas entre sí por un surco poco profundo, cerca de la base de los dientes premaxilares tercero y cuarto, pero ninguna cerca del primero y el segundo.

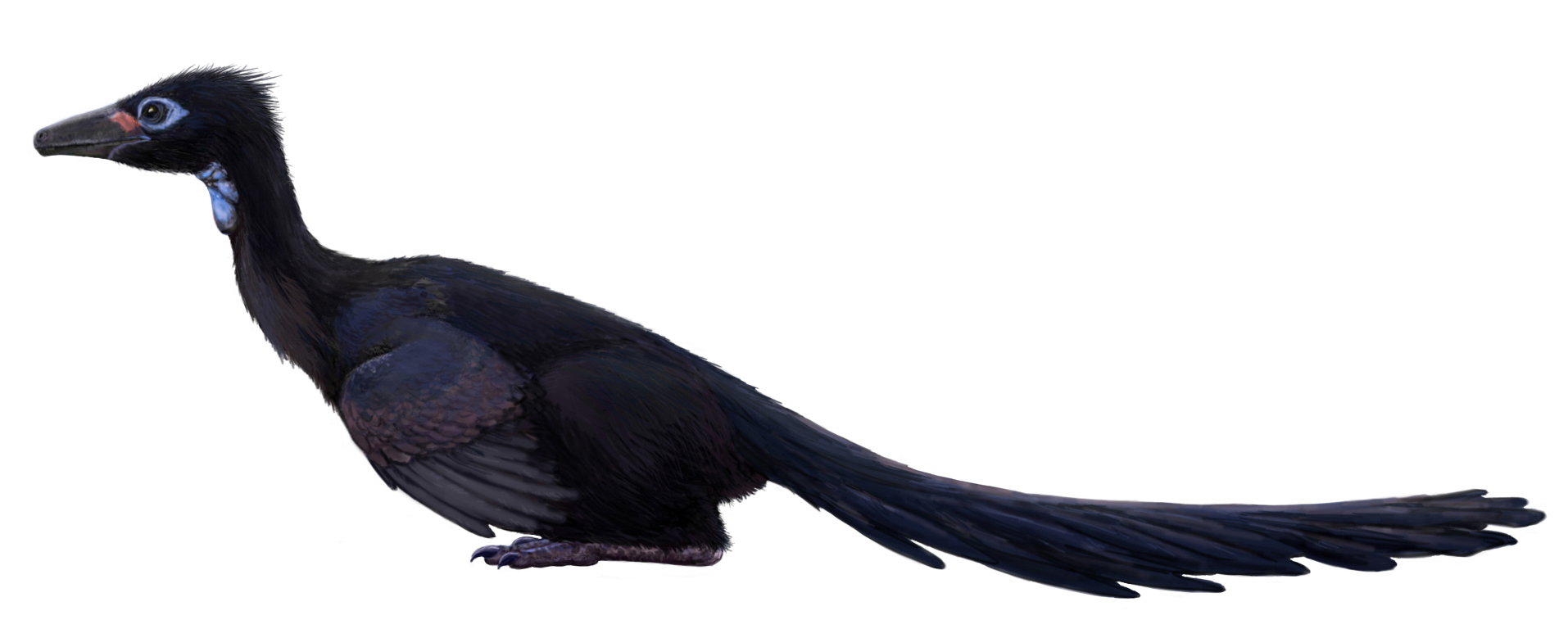
Recreación en vida

El maxilar era mucho más largo que alto, formando la mayor parte de la superficie lateral del cráneo, y al frente, la mayor parte del margen inferior de la abertura nasal. La abertura de la nariz era aproximadamente ovalada, con su eje longitudinal, el tramo más largo desde el frente hasta la parte posterior,paralelo al margen inferior del maxilar. La superficie lateral del maxilar debajo de la abertura nasal estaba cubierta con pequeños hoyos y forámenes, aberturas, como en Byronosaurus, y la fila de estos estaba justo arriba y paralela al margen de la fila de dientes. La superficie lateral del maxilar tenía tres aberturas grandes y alargadas, llamadas fenestras anterior, maxilar y anteorbital. La fenestra anterior parece haber estado completamente encerrada por el maxilar y había dos filas de pequeños hoyos debajo. La parte posterior de la fenestra maxilar tenía una pared ósea llamada barra interfenestral, que la separaba de la fenestra anteorbital, como en Byronosaurus. La fenestra anteorbital, la más grande de las tres aberturas, ubicada frente a la órbita, era rectangular en vista lateral, y la parte del maxilar debajo de ella era baja y no tenía forámenes pequeños, a diferencia de la parte frontal. Los dientes superiores se colocaron a lo largo de la mayor parte del margen inferior de la fenestra anteorbitaria. En el lado inferior, el maxilar formaba una extensa plataforma interna que contribuía a un gran paladar secundario, que separaba las vías respiratorias nasales de la boca, extendiéndose hacia atrás desde el contacto con el premaxilar. La parte frontal de la plataforma palatina tenía tres pequeñas aberturas, y había una fila de forámenes de nutrientes, que permitían que la sangre suministrara nutrientes al hueso, en un surco justo encima y paralelo al margen de la fila de dientes.

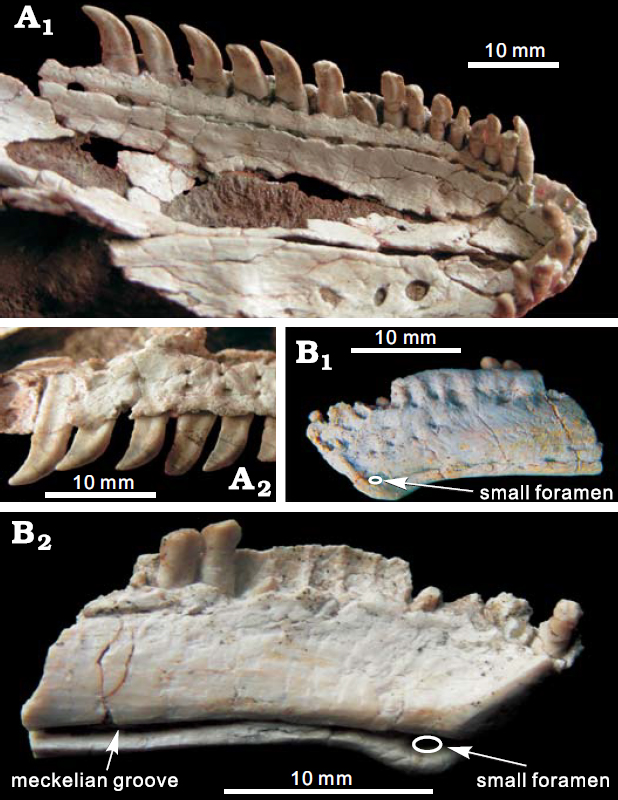
Partes de las mandíbulas superior (A) e inferior (B) del holotipo

Los huesos nasales eran alargados, de 100 milímetros de largo y 8,8 milímetros de ancho. No estaban fusionados y cubrían la parte superior del hocico en la mayor parte de su longitud. En la parte delantera, la nasal formaba el límite en la parte inferior trasera de la abertura nasal. La nasal se inclinaba hacia abajo en la parte delantera, mientras que se aplanaba hacia atrás. Los huesos frontales tenían 65 milímetros de largo y no estaban fusionados. Cada frontal era triangular visto desde arriba y, como en otros troodóntidos, los frontales eran más anchos en el punto donde contactaban con los huesos postorbitales, los hueso detrás de la cuenca del ojo. El frontal estaba superpuesto por los huesos nasal y lagrimal, el hueso en frente de la cuenca del ojo, en el frente medio, y su parte más delantera contactó con el extremo posterior de la nasal. Visto de lado, la parte trasera del frontal tenía forma de cúpula, lo que indica que Xixiasaurus tenía una caja craneana agrandada. El borde de la órbita, la cavidad del ojo, estaba levantado, con muescas débiles a lo largo de los márgenes. El hueso lagrimal tenía forma de T en vista lateral; su proceso anterior era muy largo y alcanzaba el margen posterior de la fenestra antorbital, formando la mayor parte del borde posterior superior de este último, como en Byronosaurus.
Se diferenciaba de otros troodóntidos en que el extremo frontal del dentario de la mandíbula inferior estaba hacia abajo, similar a lo que se ve en los terópodos terizinosaurios. La sínfisis mandibular, el área donde las dos mitades de la mandíbula se conectan al frente, era corta y esta región estaba ligeramente curvada hacia el medio. Dos filas de agujeros corrían a lo largo del lado exterior del dentario, justo debajo de los primeros siete dientes del dentario, solo una de las filas continuaba hacia atrás más allá del séptimo de estos dientes. El foramen yacía en un surco, que es una característica distintiva de los troodóntidos, mientras que la superficie interna del dentario era lisa. Un surco meckeliano estrecho y profundo corría en el lado interno del dentario, justo por encima de su margen inferior, hacia el frente de la sínfisis mandibular. Justo detrás de la sínfisis y debajo del surco meckeliano, estaba presente un foramen distinto, similar a la condición en Urbacodon. En el lado externo del dentario, al nivel del surco meckeliano, había un surco poco profundo con fosas alargadas.
A diferencia de la mayoría de los troodóntidos, Xixiasaurus no tenía dientes dentados, y sus carinas, bordes anterior y posterior, eran lisas y afiladas, como en Byronosaurus. Xixiasaurus tenía cuatro dientes apretados en cada premaxilar, como en la mayoría de los otros terópodos, con alvéolos aproximadamente ovalados. Los dientes premaxilares eran más pequeños que los últimos dientes del maxilar. Había una clara constricción entre la corona y la raíz de los diez dientes maxilares anteriores y premaxilares. Las superficies internas de las coronas de los dientes premaxilares eran convexas y las superficies externas algo cóncavas, lo que creaba una forma de D cuando se veían en sección transversal, una característica compartida con algunos otros troodóntidos. Se distinguía entre los troodóntidos por tener 22 dientes en cada maxilar, aunque no todos los dientes se conservaron en el holotipo, su número se puede determinar a partir de los alvéolos. Otros géneros tenían un conteo de dientes maxilares más alto o más bajo que Xixiasaurus. Los primeros siete dientes maxilares estaban apretados y eran mucho más pequeños que los que estaban más atrás, y tenían constricciones distintas entre sus coronas y raíces. Las superficies exteriores de las coronas tenían surcos distintos cerca de las carinas, similares a Urbacodon. Los dientes se curvaron hacia atrás y estaban comprimidos de lado a lado, y las bases de las coronas estaban menos expandidas detrás del décimo diente maxilar. Como en Byronosaurus, los dientes maxilares eran heterodontes, siendo el decimoquinto el más grande.
El radio del antebrazo era mucho más delgado que el cúbito. El tercer metacarpiano era más delgado que el segundo y sus bordes exteriores estaban al mismo nivel, lo que indica que estos dos metacarpianos tenían la misma longitud. La garra del primer dedo era afilada y tenía un gran tubérculo flexor, donde se insertaba un tendón. La primera falange del primer dedo medía 3,6 centímetros de largo y la primera falange del segundo medía 3 centímetros.

## Descubrimiento e investigación
El espécimen holotipo, atalogado como HGM 41HIII-0201 se encuentra en el Museo Geológico de Henan, Zhengzhou, fue descubierto cerca de la aldea de Songgou, que se encuentra en la región noreste del condado de Xixia, en la provincia de Henan, en el centro de China. Esta área de la Cuenca Xixia expone la Formación Majiacun. En 2010 , el espécimen fue descrito como el nuevo género y especie Xixiasaurus henanensis por el paleontólogo Lü Junchang y sus colegas. El nombre genérico se refiere al condado de Xixia junto con saurus, que significa "lagarto", mientras que el nombre específico se refiere a la provincia de Henan. El nombre completo se puede traducir como "lagarto Henan Xixia". Los restos de troodóntidos son muy raros en comparación con los de otros dinosaurios terópodos pequeños, solo se conocían trece taxones de troodóntidos en el momento en que se nombró a Xixiasaurus, y se han encontrado principalmente en Asia.

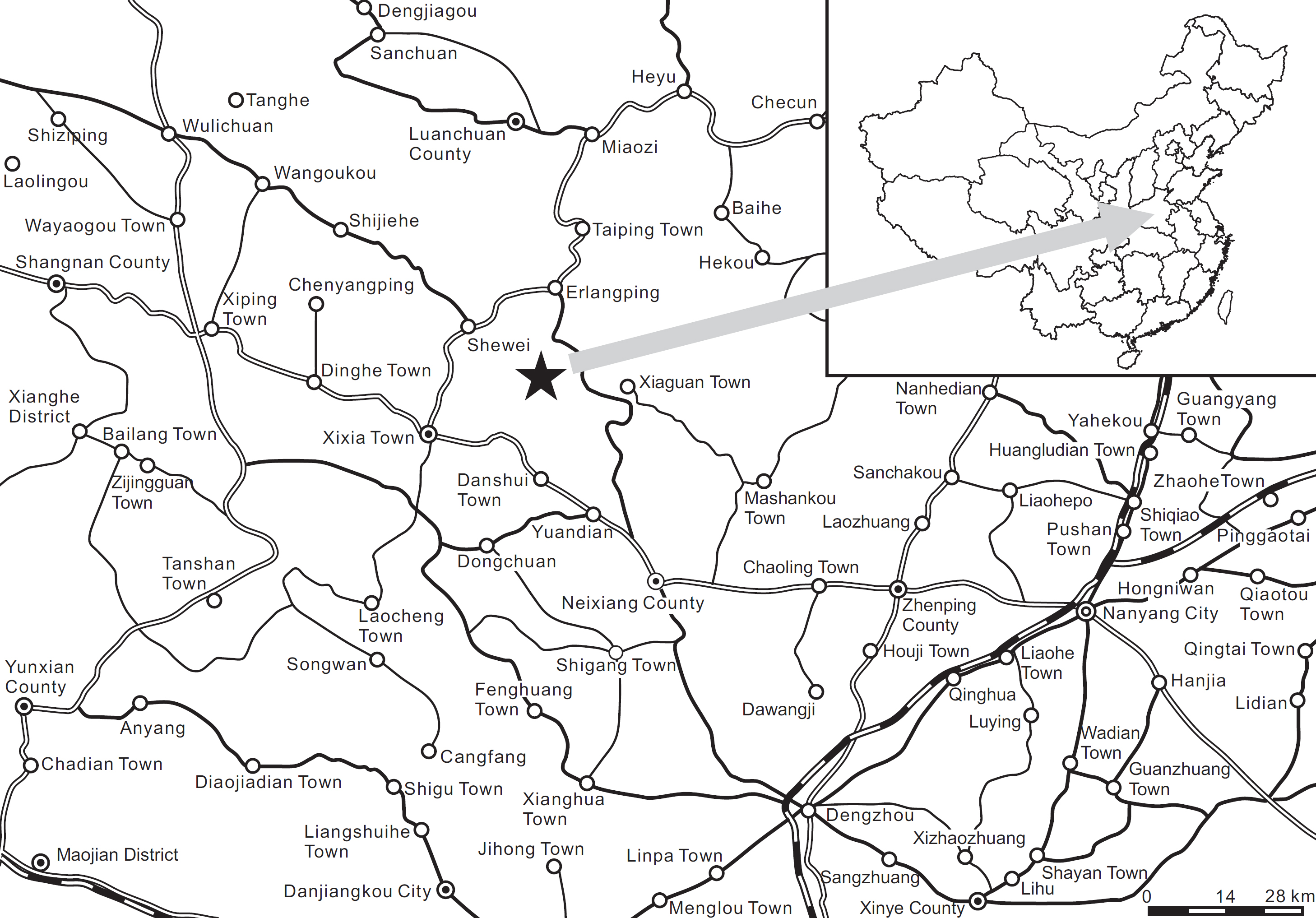
Mapa que muestra la localidad tipo (★) en la provincia china de Henan

El espécimen holotipo es el único fósil de Xixiasaurus conocido y consta de un cráneo casi completo excepto por la parte más posterior, así como una extremidad anterior derecha parcial. La conexión entre los huesos frontal, el hueso de la frente y nasal, el hueso que se encuentra en la parte superior del hocico, está desplazada y falta parte de la caja craneana . Se conserva la mayor parte del hocico, con la dentición del lado derecho bien conservada. Solo la parte anterior del hueso dentario izquierdo, el hueso dentario de la mandíbula y se conservan algunos de sus dientes rotos. Aunque faltan varios dientes de ambas mandíbulas, su número original se puede determinar en la mandíbula superior, ya que allí se conservan sus alvéolos. El miembro anterior, del cual todas las partes conservadas están articuladas, consta de la parte media del radio y el cúbito, huesos del antebrazo, la extremidad del segundo y tercer metacarpianos, huesos de la mano, el primer dedo completo y el primer hueso de la falange del segundo dedo. En 2014, el paleontólogo Takanobu Tsuihiji y sus colegas afirmaron que un hueso que Lü y sus colegas habían identificado originalmente como el vómer, arte del palada, de Xixiasaurus era en cambio parte de los premaxilares o maxilares, los huesos principales de la mandíbula superior, según la comparación con el vómer del troodóntido más completo Gobivenator.

## Clasificación
Lü y sus colegas asignaron a Xixiasaurus a la familia Troodontidae en función de su alto número de dientes, la constricción entre las coronas y las raíces de los dientes, la compactación de los dientes cerca de la punta del dentario y el surco distintivo para los agujeros neurovasculares en el dentario.  Los trodóntidos se han descubierto principalmente en el hemisferio norte, en gran parte restringidos a Asia y América del Norte. Parece que alcanzaron su mayor diversidad durante la etapa Campaniense del Cretácico superior en Asia. Los trodóntidos probablemente se originaron en Asia, y si géneros como Anchiornis se consideran parte de la familia, habrían evolucionado hacia el Jurásico temprano. Los trodóntidos se agrupan en el clado Paraves, junto con los dromeosáuridos y las aves. Los troodóntidos y los dromeosáuridos también se han agrupado en el clado Deinonychosauria, basado en la garra en forma de hoz compartida en su segundo dedo hiperextensible, pero algunos estudios han encontrado que los troodóntidos están más estrechamente relacionados con las aves que con los dromeosáuridos.
Descubrieron que Xixiasaurus estaba más estrechamente relacionado con Byronosaurus de Mongolia, y sugirieron que los dos pueden haber formado un clado con Urbacodon de Uzbekistán que constaba de trodóntidos con dientes no aserrados, que irradiaban por toda Asia, aunque señalaron que las aserraduras se habían perdido de forma independiente en diferentes grupos de terópodos. En 2012 en cambio, el análisis filogenético realizado por el paleontólogo Alan H. Turner y sus colegas encontró que Xixiasaurus pertenece a un clado con Sinovenator y Mei, ambos también de China, debido a que comparte un proceso maxilar del premaxilar que separa el maxilar del nasal detrás de la abertura nasal. En 2016, los paleontólogos Alexander Averianov y Hans-Dieter Sues no identificaron un clado formado por trodóntidos con dientes no aserrados, pero descubrieron que eran taxones hermanos sucesivos de un grupo más derivado o "avanzado" clado de trodóntidos con dientes aserrados. Sugirieron que la sección transversal en forma de D de los dientes premaxilares podría ser una posible característica que une a Xixiasaurus, Byronosaurus y Urbacodon.
En 2019, el paleontólogo Scott Hartman y sus colegas recuperaron a Xixiasaurus como el taxón hermano de Sinusonasus, en un clado con Daliansaurus y Hesperornithoides, que comparten características como un cúbito recto y una curva proyectada hacia arriba en la garra del dedo índice.

### Filogenia
El siguiente cladograma muestra la posición de Xixiasaurus dentro de Troodontidae según un análisis de 2017 realizado por el paleontólogo Caizhi Shen y sus colegas.
|  | Almas ukhaa                                                            |
|  |                                                                        |
|  | \| \| GM 100/1126 \| \| \| \| \| \| Jinfengopteryx elegans \| \| \| \| |
|  |                                                                        |
|  | GM 100/1126                                                            |
|  |                                                                        |
|  | Jinfengopteryx elegans                                                 |
|  |                                                                        |

|  | GM 100/1126            |
|  |                        |
|  | Jinfengopteryx elegans |
|  |                        |

|  | Sinovenator changii                                                                  |
|  |                                                                                      |
|  | \| \| Daliansaurus liaoningensis \| \| \| \| \| \| Sinusonasus magnodens \| \| \| \| |
|  |                                                                                      |
|  | Daliansaurus liaoningensis                                                           |
|  |                                                                                      |
|  | Sinusonasus magnodens                                                                |
|  |                                                                                      |

|  | Daliansaurus liaoningensis |
|  |                            |
|  | Sinusonasus magnodens      |
|  |                            |

|  | Sinovenator changii                                                                  |
|  |                                                                                      |
|  | \| \| Daliansaurus liaoningensis \| \| \| \| \| \| Sinusonasus magnodens \| \| \| \| |
|  |                                                                                      |
|  | Daliansaurus liaoningensis                                                           |
|  |                                                                                      |
|  | Sinusonasus magnodens                                                                |
|  |                                                                                      |

|  | Daliansaurus liaoningensis |
|  |                            |
|  | Sinusonasus magnodens      |
|  |                            |

|  | Troodon formosus                                                                  |
|  |                                                                                   |

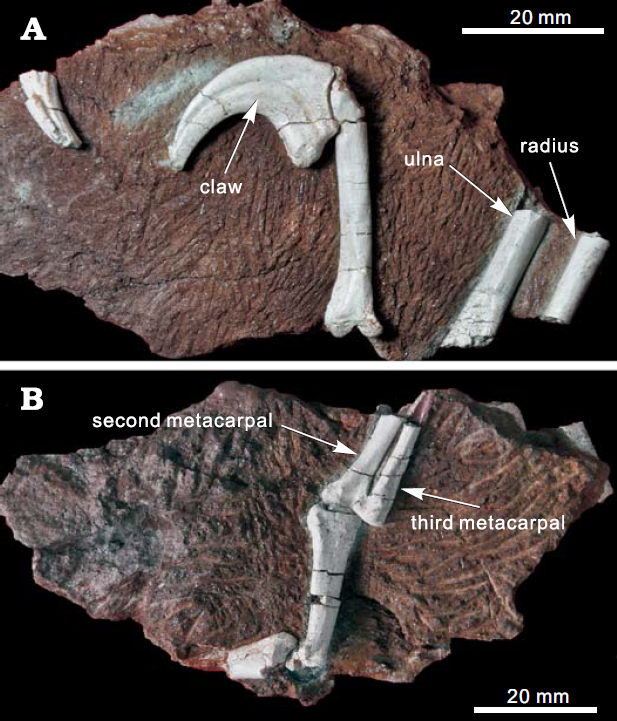
Fósiles de la mano

|  | \| \| Zanabazar junior \| \| \| \| \| \| Saurornithoides mongoliensis \| \| \| \| |
|  |                                                                                   |
|  | Zanabazar junior                                                                  |
|  |                                                                                   |
|  | Saurornithoides mongoliensis                                                      |
|  |                                                                                   |

|  | Zanabazar junior             |
|  |                              |
|  | Saurornithoides mongoliensis |
|  |                              |

|  | Troodon formosus                                                                  |
|  |                                                                                   |
|  | \| \| Zanabazar junior \| \| \| \| \| \| Saurornithoides mongoliensis \| \| \| \| |
|  |                                                                                   |
|  | Zanabazar junior                                                                  |
|  |                                                                                   |
|  | Saurornithoides mongoliensis                                                      |
|  |                                                                                   |

|  | Zanabazar junior             |
|  |                              |
|  | Saurornithoides mongoliensis |
|  |                              |

|  | Almas ukhaa                                                            |
|  |                                                                        |
|  | \| \| GM 100/1126 \| \| \| \| \| \| Jinfengopteryx elegans \| \| \| \| |
|  |                                                                        |
|  | GM 100/1126                                                            |
|  |                                                                        |
|  | Jinfengopteryx elegans                                                 |
|  |                                                                        |

|  | GM 100/1126            |
|  |                        |
|  | Jinfengopteryx elegans |
|  |                        |

|  | Sinovenator changii                                                                  |
|  |                                                                                      |
|  | \| \| Daliansaurus liaoningensis \| \| \| \| \| \| Sinusonasus magnodens \| \| \| \| |
|  |                                                                                      |
|  | Daliansaurus liaoningensis                                                           |
|  |                                                                                      |
|  | Sinusonasus magnodens                                                                |
|  |                                                                                      |

|  | Daliansaurus liaoningensis |
|  |                            |
|  | Sinusonasus magnodens      |
|  |                            |

|  | Sinovenator changii                                                                  |
|  |                                                                                      |
|  | \| \| Daliansaurus liaoningensis \| \| \| \| \| \| Sinusonasus magnodens \| \| \| \| |
|  |                                                                                      |
|  | Daliansaurus liaoningensis                                                           |
|  |                                                                                      |
|  | Sinusonasus magnodens                                                                |
|  |                                                                                      |

|  | Daliansaurus liaoningensis |
|  |                            |
|  | Sinusonasus magnodens      |
|  |                            |

|  | Troodon formosus                                                                  |
|  |                                                                                   |
|  | \| \| Zanabazar junior \| \| \| \| \| \| Saurornithoides mongoliensis \| \| \| \| |
|  |                                                                                   |
|  | Zanabazar junior                                                                  |
|  |                                                                                   |
|  | Saurornithoides mongoliensis                                                      |
|  |                                                                                   |

|  | Zanabazar junior             |
|  |                              |
|  | Saurornithoides mongoliensis |
|  |                              |

|  | Troodon formosus                                                                  |
|  |                                                                                   |
|  | \| \| Zanabazar junior \| \| \| \| \| \| Saurornithoides mongoliensis \| \| \| \| |
|  |                                                                                   |
|  | Zanabazar junior                                                                  |
|  |                                                                                   |
|  | Saurornithoides mongoliensis                                                      |
|  |                                                                                   |

|  | Zanabazar junior             |
|  |                              |
|  | Saurornithoides mongoliensis |
|  |                              |

## Paleobiología
Los trodóntidos tenían algunos de los cocientes de encefalización más altos, una medida de la relación entre el tamaño real del cerebro y el tamaño del cerebro predicho a partir del tamaño del cuerpo, entre los dinosaurios no aviares. Como sugieren sus grandes cuencas oculares y su oído medio bien desarrollado, parecen haber tenido sentidos agudos. También tenían piernas proporcionalmente largas, lo que indica que eran ágiles. Debido a sus grandes cerebros, posible visión estereoscópica, manos prensiles y garras en forma de hoz agrandadas, generalmente se suponía que los trodóntidos eran depredadores. En 1998, el paleontólogo Thomas R. Holtzy sus colegas señalaron que las estrías en los dientes de los trodóntidos eran diferentes de las de los terópodos carnívoros típicos en su gran tamaño y espacio amplio, que es similar a la condición de los dinosaurios herbívoros, incluidos los terópodos terizinosáuridos y lagartos en lugar de dinosaurios carnívoros. Sugirieron que esta diferencia en la tosquedad puede estar relacionada con el tamaño y la resistencia de las fibras vegetales y de la carne, y que los trodóntidos pueden haber sido herbívoros u omnívoros. También señalaron que algunas características que se habían interpretado como adaptaciones depredadoras en los trodóntidos también se encontraron en animales herbívoros y omnívoros, como primates y mapaches.
En 2001, los paleontólogos Philip J. Currie y Dong Zhiming rechazaron la idea de que los trodóntidos pudieran haber sido herbívoros. Afirmaron que la anatomía de los troodóntidos era consistente con un estilo de vida carnívoro y señalaron que la estructura de sus dientes no era muy diferente de la de otros terópodos. Señalaron que las características de los trodóntidos, como las estrías puntiagudas que se curvaban hacia la punta de los dientes, el esmalte afilado entre las estrías y los surcos de sangre en las bases, no se observaron en los dinosaurios herbívoros, que tenían estrías más simples en forma de cono. Lü y sus colegas discutieron los estudios previos sobre la dieta de los trodóntidos y sugirieron que la pérdida de las estrías en los dientes de Xixiasaurus y algunos otros troodóntidos estaba relacionada con un cambio en su dieta. Dado que los dientes parecen haber perdido su capacidad típica para cortar la carne, al menos estos trodóntidos pueden haber sido herbívoros u omnívoros. En 2015, el paleontólogo Christophe Hendrickx y sus colegas sugirieron que los trodóntidos basales o "primitivos" con dientes no aserrados eran herbívoros, mientras que los trodóntidos más derivados con dientes aserrados eran carnívoros u omnívoros.

## Paleoecología

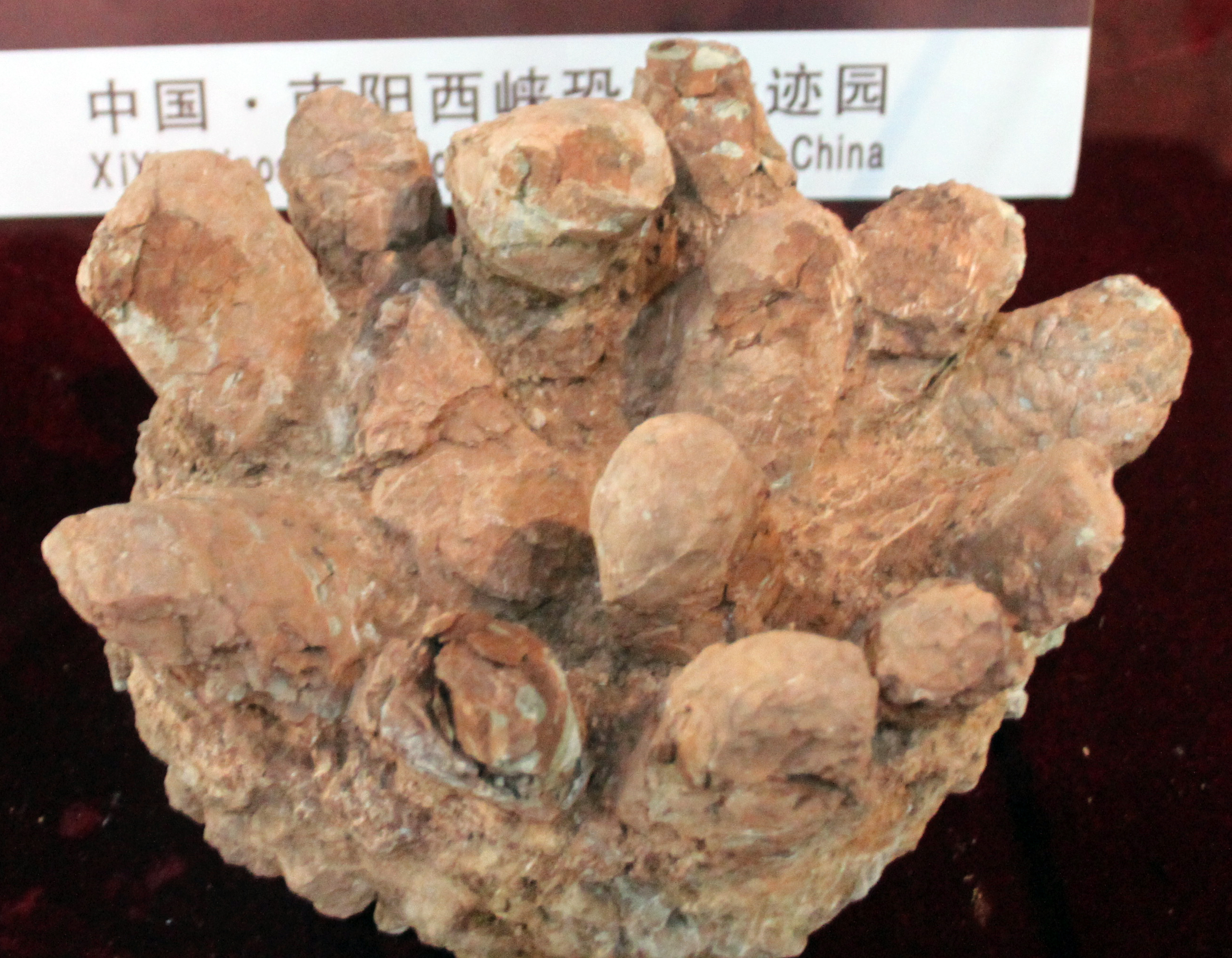
Huevos fósiles del género Prismatoolithus, Parque de dinosaurios Xixia.

Xixiasaurus se conoce de la parte media a inferior de la Formación Majiacun de China, que data del período Cretácico superior, pero ha habido desacuerdo sobre la edad geológica exacta de la formación. Lü y sus colegas sugirieron que la formación databa de la era Campaniense, basándose en la similitud entre Xixiasaurus y el género Campaniense Byronosaurus. Anteriormente se había sugerido una edad del Cenomaniense al Turoniense para la formación basada en esporas, polen y huevos de dinosaurio. También se ha sugerido una edad Coniaciense a Santoniense, y Coniaciense a Campaniense o Santoniese. Se han sugerido edades de Maastrichtiense sobre la base de fósiles de bivalvos. Algunos estudios también han sugerido que la formación es tan antigua como el Cretácico Inferior. La Formación Majiacun está representada por una capa de 800 a 1200 metros de espesor de areniscas marrones y rojas, con intervalos más fangosos de púrpura a verde o de marrón a rojo. Las unidades inferior y media de la formación están compuestas de arenisca, limolita y lutita. Los huevos y las cáscaras de huevo se encuentran a menudo en las limolitas fangosas.
Se cree que las formaciones de la cuenca de Xixia son de origen continental, debido a la ausencia de fósiles marinos, probablemente depositadas por ríos y lagos. La propia Formación Majiacun se interpreta como la representación de depósitos de corrientes trenzadas y corrientes serpenteantes. La formación fue parte del sistema de drenaje del lago Yunmeng durante el Cretácico superior Se infiere que el paleoclima de la cuenca de Xixia ha sido subtropical, subhúmedo a subárido, basándose en la preponderancia de plantas C3 identificadas en la dieta de los dinosaurios de allí, determinada a través de isótopos por el estudio de las cáscaras de huevo.. Otros dinosaurios de la formación incluyen el alvarezsáurido Xixianykus, el hadrosauroide Zhanghenglong, un espinosáurido sin nombre, anquilosáurido y saurópodos. El descubrimiento de abundantes y diversos huevos de dinosaurio en la provincia de Henan ha sido considerado "uno de los eventos científicos más importantes" en China. Los ootaxa de dinosaurio, taxones basados en huevos, de la Formación Majiacun incluyen Prismatoolithus, que puede pertenecer a los trodótidos, Ovaloolithus, Paraspheroolithus, Placoolithus, Dendroolithus, Youngoolithus y Nanhiungoolithus. Los reptiles incluyen tortugas y cocodrilos. Los invertebrados incluyen los bivalvos Plicatounio y Sphaerium y el camarón almeja Tylestheria, también se conocen trazas de fósiles de invertebrados. Esporas de plantas como Schizaeoisporites, Cicatruicosisporites, Lygodiumsporites, Cyathidites, Osmundacidites, y Pagiophyllumpollenites se han identificado.